# Ein Engel auf Erden (Fernsehserie)
Ein Engel auf Erden / Der Engel kehrt zurück (Originaltitel: Highway to Heaven) ist eine US-amerikanische Fernsehserie, die von 1984 bis 1989 produziert wurde. Die Serie erfreute sich auch in Europa großer Beliebtheit, ehe beschlossen wurde, sie wegen sinkender Einschaltquoten einzustellen.
In Deutschland strahlte das ZDF von 1987 bis 1988 35 Episoden unter dem Titel Ein Engel auf Erden aus. Dabei wurden vier Doppelfolgen von 90 Minuten auf die Länge einer normalen Folge von 45 Minuten gekürzt. Der Privatsender RTL plus sicherte sich die Rechte an den restlichen Folgen und sendete von 1988 bis 1991 weitere 76 Folgen unter dem Titel Der Engel kehrt zurück.
In den Gastrollen der einzelnen Episoden traten häufig bekannte Film- und Fernsehschauspieler wie Leslie Nielsen, Ed Asner, Ned Beatty, Helen Hunt, Lew Ayres und Shannen Doherty auf. Michael Landons Freund und Co-Hauptdarsteller Victor French starb im Juni 1989 an Lungenkrebs, noch bevor die letzte Folge ausgestrahlt wurde. Alle fünf Staffeln sind mittlerweile auch in Deutschland auf DVD erschienen.

## Handlung
Die Serie handelt von dem verstorbenen und als Engel auf die Erde zurückgekehrten Jonathan Smith und seinem menschlichen Partner Mark Gordon, die im Auftrag Gottes auf dem Weg durch die USA sind und immer dort Halt machen, wo ihre Hilfe gebraucht wird.
Um den Menschen, zu denen Gott sie schickt, helfen zu können, nehmen sie in fast jeder Folge einen Job in deren Umfeld an. Während Jonathan dabei Kenntnisse der verschiedensten Berufe unter Beweis stellt, stellt sich Mark meistens sehr unbeholfen an. Sofern es mit dem göttlichen Auftrag zu tun hat, besitzt Jonathan auch außergewöhnliche Fähigkeiten und weiß, was andere Menschen denken. Verbunden mit seiner einfühlsamen Art sind es aber meistens seine Worte, die überzeugen und die Dinge zum Guten wenden.
In der Pilotfolge (Doppelfolge) lernt man Mark, der 15 Jahre lang als Polizist in Oakland (dieser Ort wird genannt in Folge 86, „Veränderungen“, Staffel 4) gearbeitet hat, als alkoholsüchtig und arbeitslos kennen. Hier lebt er noch bei seiner vereinsamten Schwester Leslie, die in einem Altenheim arbeitet, das von Jonathan vor der Schließung gerettet wird. Mark hält Jonathan zunächst für einen Betrüger, lässt sich aber davon überzeugen, dass dieser ein Engel ist. Am Ende der Folge zieht er bei seiner Schwester, die einen Mann kennenlernt, aus und schließt sich Jonathan an, um ebenfalls für Gott zu arbeiten.
Wie man in Folge 41 („Bis dass der Tod euch scheidet“, Staffel 2) erfährt, lebte Jonathan vom 7. September 1917 bis 21. März 1948 als Arthur Thompson auf der Erde. In dieser Folge kehrt Jonathan nach fast 40 Jahren in seine Heimatstadt zurück und begegnet an seinem Grab seiner damaligen Ehefrau Jane. Weil Gottes Auftrag diesmal sie betrifft, ziehen er und Mark für eine Weile als Untermieter bei Jane ein. Jonathan erfährt, dass seine Frau nicht wieder geheiratet hat und begegnet auch seiner Tochter, deren Mann und seinen beiden Enkeln. Jane erkennt ihren einstigen Mann nicht, weil dieser in veränderter Gestalt auf der Erde wandelt. Dass er eigentlich ein „Engel auf Bewährung“ ist, erfährt man in Folge 63 („In Liebe, deine Tochter“, Staffel 3), als Jonathan von einem Engel-Kontrolleur geprüft wird. Diese Prüfung besteht er zwar und würde, sozusagen als Beförderung, in den Himmel kommen – da Jonathan aber laut Aussage des Kontrolleurs die beste Arbeit unter all den Engeln leiste, soll er auf der Erde bleiben.
In den Folgen 87 und 88 („Eine große Liebe“, Doppelfolge) wiederum trifft Jonathan, ohne es zu wissen, auf seine Ehefrau. Kurz zuvor steht er an deren Sterbebett und wird wütend auf Gott, weil der ihn – anders als Jonathan erwartet – nicht zu seiner Frau in den Himmel holt. Daraufhin verliert Jonathan seine Kräfte, trennt sich von Mark und rettet, stark alkoholisiert, einer Frau namens Jennifer das Leben. Jennifer nimmt Jonathan bei sich auf, und es entwickelt sich eine zwei Monate andauernde Romanze. Als Jennifer schließlich verschwindet, liest Jonathan in deren Abschiedsbrief, dass Jennifer eigentlich Jane war, die nun ebenfalls als Engel auf der Erde eingesetzt wird. Sie verspricht, dass sie irgendwann im Himmel wieder vereint sein werden.
Im Verlauf der Serie treffen Jonathan und Mark auf einige weitere Engel – beispielsweise in Folge 52 („Liebe auf den zweiten Blick“, Staffel 3) auf Ted. Auch Ted begegnet auf Erden seiner einstigen Ehefrau (wie Jonathan in Folge 39), die im Altersheim lebt und die er mit einem anderen Heimbewohner verkuppeln soll. Ted überkommt jedoch die Eifersucht und verdirbt diesen Auftrag beinahe, sodass Jonathan eingreifen muss.
In Folge 56 („Ein Himmelsbote im Senat“, Staffel 3) kehren Mark und Jonathan zu Marks Schwester zurück (dargestellt von Mary McCusker, die Leslie schon in der Pilotfolge gespielt hatte), um ihren zukünftigen Ehemann kennenzulernen. Aus der traurigen, einsamen Frau, die sie am Anfang war, ist nun ein lebensfroher Mensch geworden.

## Trivia
- Michael Landon und Victor French haben bereits in den Serien Bonanza und Unsere kleine Farm zusammengearbeitet.
- In der Folge Ein schlechter Scherz (im Original I Was a Middle Aged Werewolf) sieht sich Mark (Victor French) im Fernsehen den Horrorfilm Der Tod hat schwarze Krallen (im Original I Was a Teenage Werewolf) an, in dem Michael Landon 1957 die Hauptrolle spielte.
- In der Folge Die Erscheinung tritt Lorne Greene in einer seiner letzten Rollen auf. Greene und Landon, die miteinander befreundet waren, hatten zwischen 1959 und 1972 gemeinsam in der Serie Bonanza gespielt. Dabei spielt Greene als Ben Cartwright das Familienoberhaupt, und Michael Landon war sein jüngster Sohn Little Joe.
- In der Folge Der Mann des Jahres stehen Mark und Jonathan in Hollywood vor dem Stern von Michael Landon, und Mark erklärt, dies sei einer seiner Lieblingsschauspieler, er habe in Bonanza und Unsere kleine Farm mitgespielt, worauf Jonathan antwortet, er habe nie etwas davon gehört.
- Die Serie spielt in sozialen Brennpunkten, die sich durch alle gesellschaftlichen Schichten ziehen.
- Es werden meist Themen wie Rassismus, Drogen- und Alkoholsucht sowie Egoismus und Vorurteile behandelt.

## Die deutschen Synchronsprecher
- Michael Landon: Randolf Kronberg (ZDF), Reent Reins (RTL plus)
- Victor French: Wolfgang Hess (ZDF), Wolfgang Völz (RTL plus)